# وليام تشامبر كوكر
وليام تشامبر كوكر (بالإنجليزية: William Chambers Coker)‏ (24 أكتوبر 1872 - 26 يونيو 1953) عالم نبات أمريكي .